# Burg Fürstenberg (Rheindiebach)

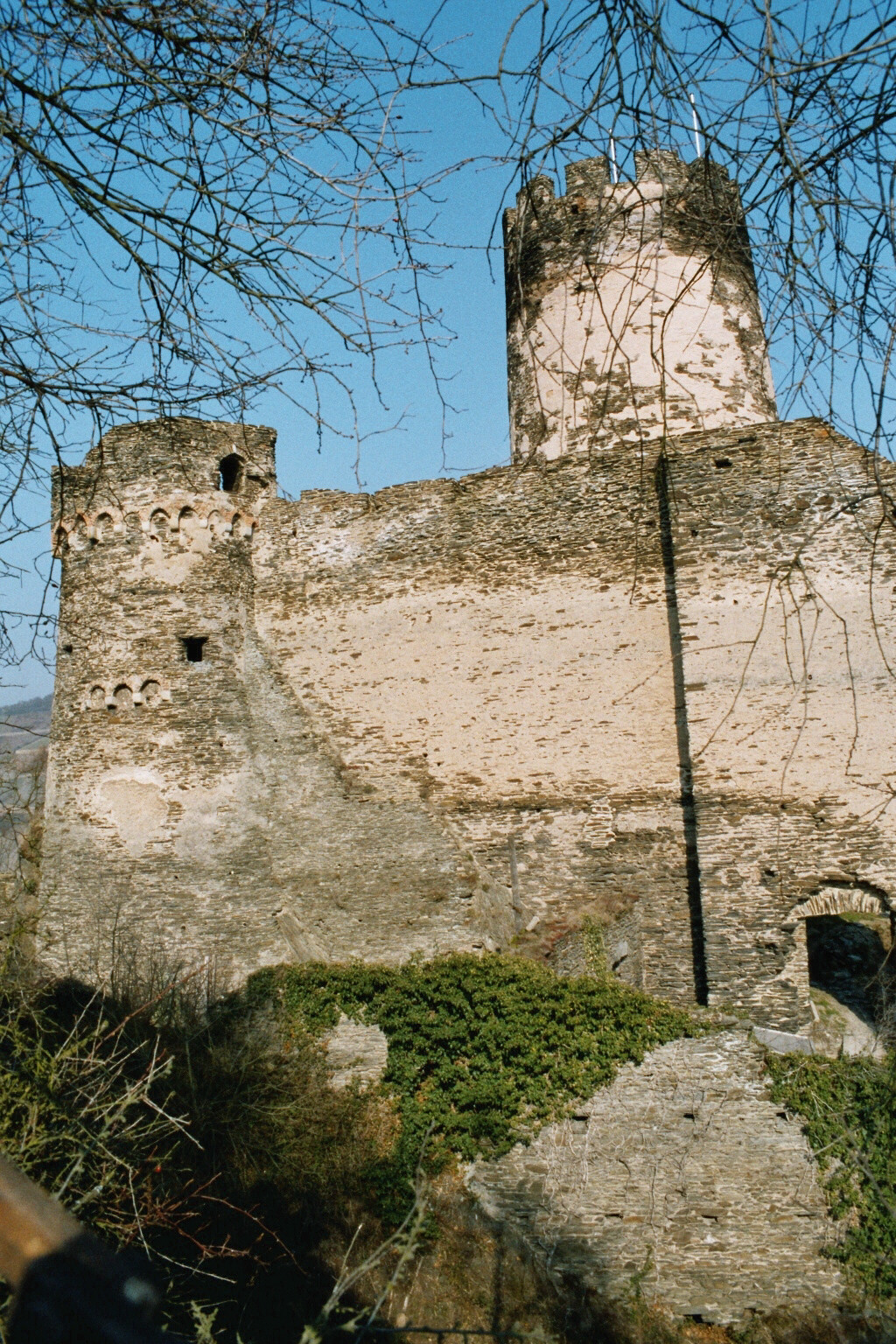
Schildmauer

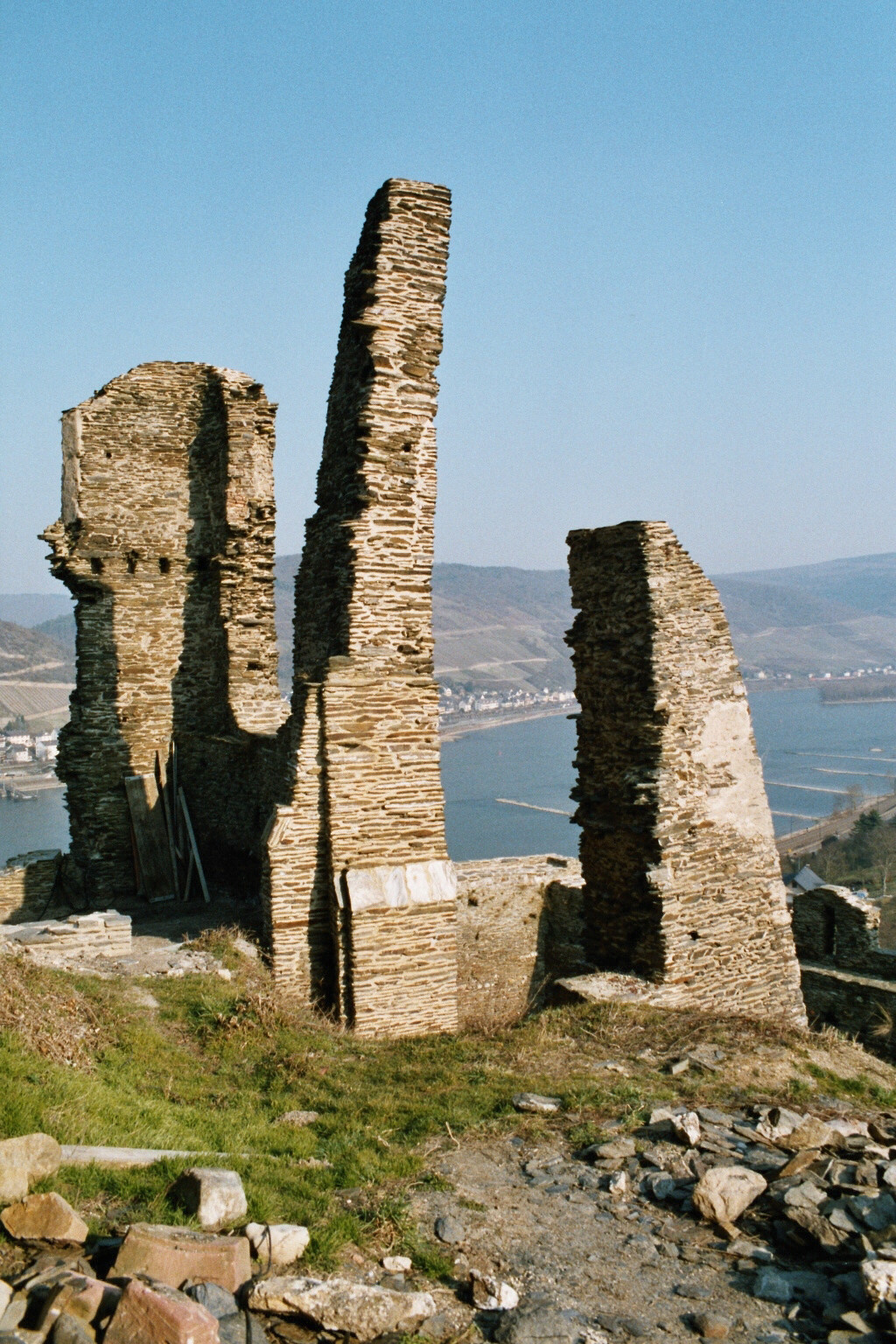
Reste des Palas

Die Burg Fürstenberg ist eine mittelalterliche Burgruine bei Rheindiebach, einem Ortsteil von Oberdiebach im Landkreis Mainz-Bingen in Rheinland-Pfalz, Deutschland. Seit 2002 ist die Höhenburg Fürstenberg Teil des UNESCO-Welterbes Oberes Mittelrheintal. Eine im Rheintal denkmalpflegerische Besonderheit sind die umfangreichen Reste des Originalputzes, der die Farbgestaltung der Anlage in den letzten Jahrhunderten nachvollziehbar werden lässt.

## Lage
Die Hangburg befindet sich auf 152 m ü. NN oberhalb von Rheindiebach im Oberen Mittelrheintal am Mittelrhein bei Bingen. Zur Bergseite hin war sie durch einen Halsgraben und eine bis zu zehn Meter hohe Schildmauer mit dahinterliegendem Bergfried gesichert. Der Zugang erfolgte über eine Brücke (heute erneuert) mit Torhaus.
Von der Aussichtsterrasse öffnet sich ein weiter Blick über den Rhein nach Norden linksrheinisch bis Bacharach sowie rechtsrheinisch nach Südosten auf die Burgruine Nollig, auf Lorch sowie auf die Rebhänge des Rheingaus, die südlich von Lorch beginnen.

## Geschichte
1219 wurde Fürstenberg im Auftrag von Erzbischof Engelbert I. errichtet, um die kurkölnischen Besitzungen im Viertälergebiet zwischen Manubach und Bacharach zu sichern. Im Verbund mit dem am Rheinufer errichteten Wartturm wurde auch die Entrichtung des Zolls durchgesetzt. Schon 1243 ging sie als erbliches Lehen an die Kurfürsten von der Pfalz, die sie 1410 durch Kauf endgültig erwarben.
Mehrere Belagerungen der Burg sind überliefert, so 1321 durch König Ludwig den Bayern und 1325 durch Erzbischof und Kurfürst Balduin von Trier. Um 1500 wurde an der Knickseite der Ringmauer ein Dreiviertelturm angebaut, der eine Flankierung der Mauer durch Feuerwaffen ermöglichte. Im Dreißigjährigen Krieg wurde die Burg 1620 durch die Spanier unter der Führung von Ambrosio Spinola und 1632 durch die schwedischen Truppen unter König Gustav Adolf erobert.
Im Pfälzischen Erbfolgekrieg zerstörten die Franzosen schließlich 1689 wie viele andere Burganlagen der Region auch Fürstenberg, das seitdem Ruine ist. Im Gegensatz zu den meisten Burgen des Oberen Mittelrheintals erfolgte hier kein Wiederaufbau im 19. Jahrhundert, so dass in der Ruine noch originales mittelalterliches Mauerwerk mit Putz- und Farbresten erhalten blieb.
Zunächst hatte 1844 die Witwe König Friedrich Wilhelms III. von Preußen, Fürstin Auguste von Liegnitz, vergeblich die Burg zu erwerben versucht. Dies gelang 1845 ihrem Schwiegersohn, Prinz Friedrich der Niederlande. Augustes Stieftochter Luise war die Schwester des regierenden Königs Friedrich Wilhelm IV. Prinz Friedrich der Niederlande schenkte die Burganlage am 1. Februar 1846 seiner Frau. Luise plante einen Ausbau der Ruine zu einem prächtigen Schloss in neugotischen Formen, das kunst- und kulturhistorisch einem Vergleich mit den Schlössern und Burgen Stolzenfels, Rheinstein, Sooneck und Sayn standgehalten hätte. Der Architekt C. de Jong zeichnete 1849 die Pläne, die sich heute im Archiv der Familie Prinz zu Wied (Neuwied) befinden. Aus unbekannten Gründen unterblieb die Ausführung, die zwar wenig Rücksicht auf den vorhandenen mittelalterlichen Burgbestand genommen hätte, andererseits wäre aber einer der elegantesten Burgausbauten am Rhein entstanden.
Nach dem Tode des Ehepaares gelangte die Ruine in den Besitz der einzigen überlebenden Tochter, Fürstin Marie zu Wied. 1910 verkaufte man die Ruine an die Familie Wasum aus Bacharach. 1993 kaufte Gernot Stelter aus Rheindiebach und begann in Zusammenarbeit mit dem Landesamt für Denkmalpflege Rheinland-Pfalz umfangreiche Maßnahmen zur Erhaltung des Gemäuers.

## Burganlage

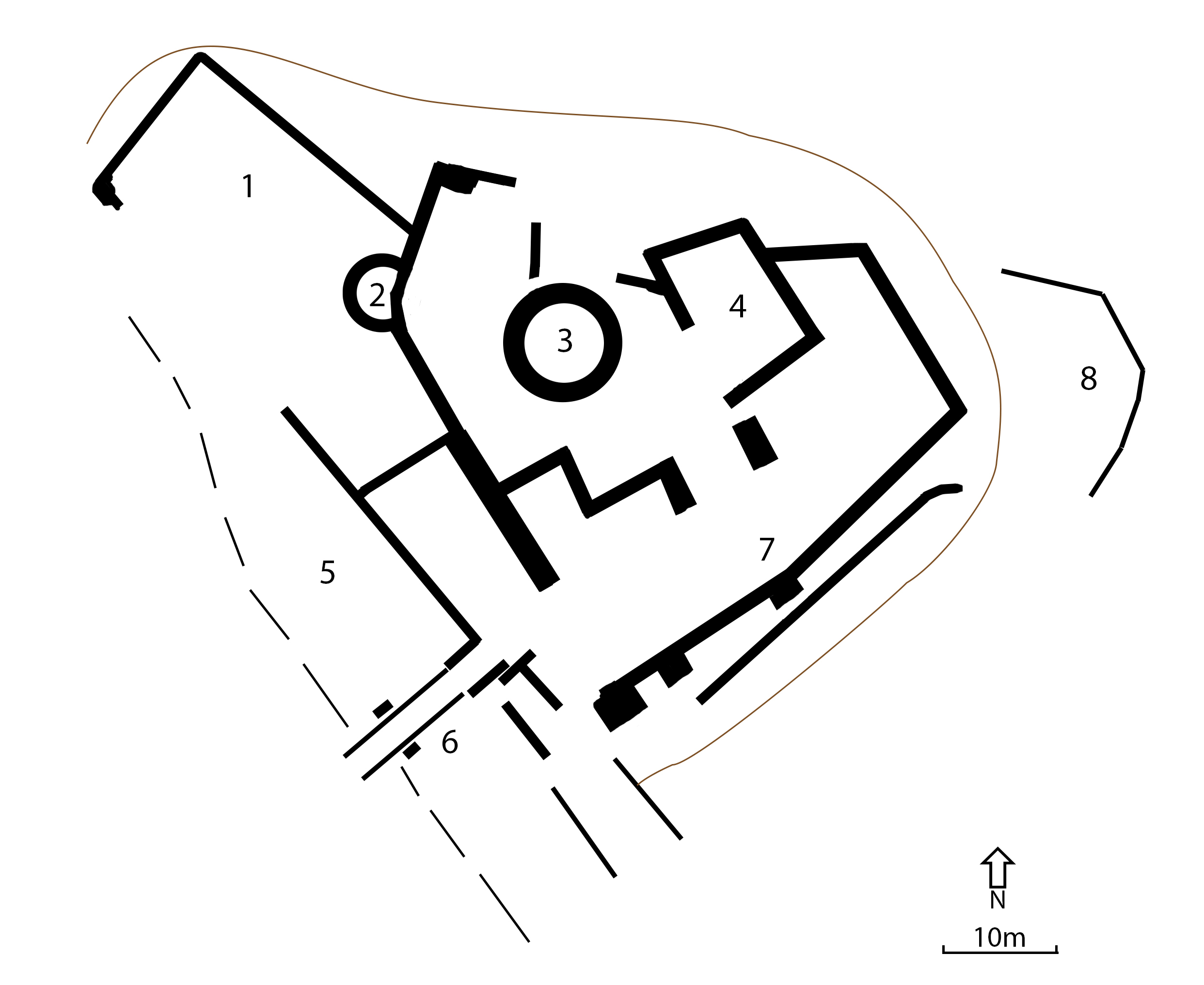
Plan der Burganlage

Das Mauerwerk ist aus Schieferbruchstein errichtet und gründet teilweise direkt auf dem anstehenden Gestein. Im nordwestlichen Teil der Anlage befindet sich der Zwinger (Nr. 1 im Plan der Burganlage), der noch Spuren ehemaliger Bebauung mit kleinen Fachwerkgebäuden aufweist, die wahrscheinlich der Unterbringung von Gesinde und Vieh dienten. Das Aufkommen von Feuerwaffen erforderte um 1500 den Anbau des Dreivierturms (Nr. 2) an der westlichen Schildmauer. Das markanteste Bauwerk der Anlage ist der 26 m hohe und 10 m an der Basis durchmessende Bergfried (Nr. 3), er verjüngt sich nach oben und weist eine Mauerstärke von 4 m auf. Der fensterlose Bergfried konnte ursprünglich ausschließlich durch eine Türöffnung in 12 m Höhe betreten werden, das heutige Erdgeschoss diente als Vorratsraum oder Verlies. Vor dem 20. Jahrhundert wurde gewaltsam ein ebenerdiger Zugang zum Turm herausgebrochen, der heute als Eingang dient.
Östlich des Bergfrieds, dem Tal zugewandt und damit sicherer bei Angriffen, stehen die Überreste des repräsentativen Wohngebäudes – der Palas (Nr. 4). Ursprünglich drei Stockwerke hoch und teilweise in Fachwerk ausgeführt, existieren heute noch einzelne Mauerpartien bis zum zweiten Stockwerk.
Zur Bergseite hin war die Burg durch einen künstlich angelegten zwölf Meter breiten und fünfzehn Meter tiefen Halsgraben (Nr. 5) geschützt. Er konnte mit einer Zugbrücke (Nr. 6) überquert werden, die heute durch eine feste Brücke ersetzt wurde. Eine besonders massiv gebaute Schildmauer gab zusätzlichen Schutz.
Die östliche Flanke der Anlage wurde durch eine Ringmauer (Nr. 7) geschützt und war mit einem Wehrgang und Zinnen bewehrt, die im geringen Umfang noch erhalten sind.
Ein terrassierter Absatz nordöstlich unterhalb der Burg ist heutzutage als Aussichtsterrasse (Nr. 8) frei zugänglich.

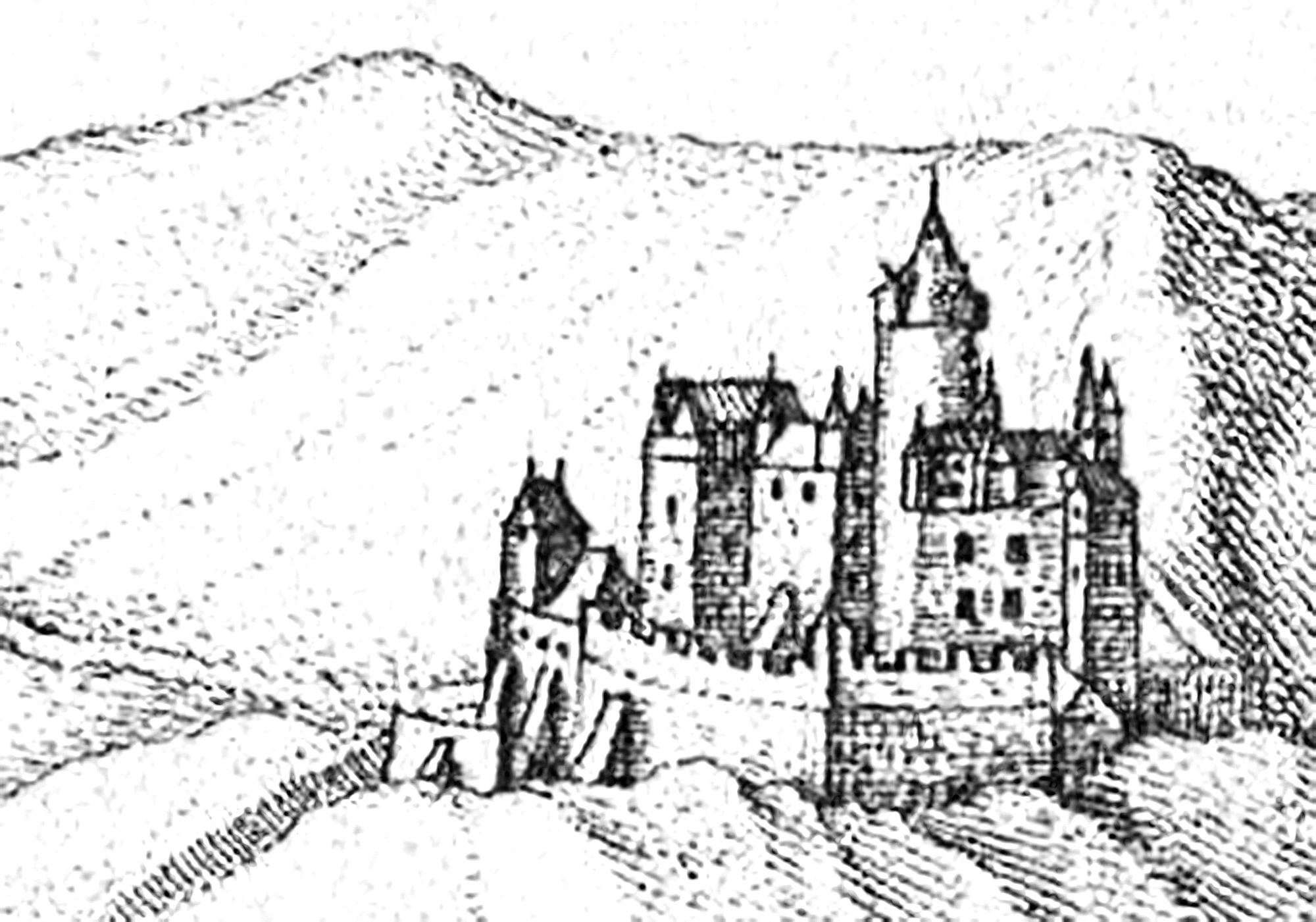
Burganlage um 1623

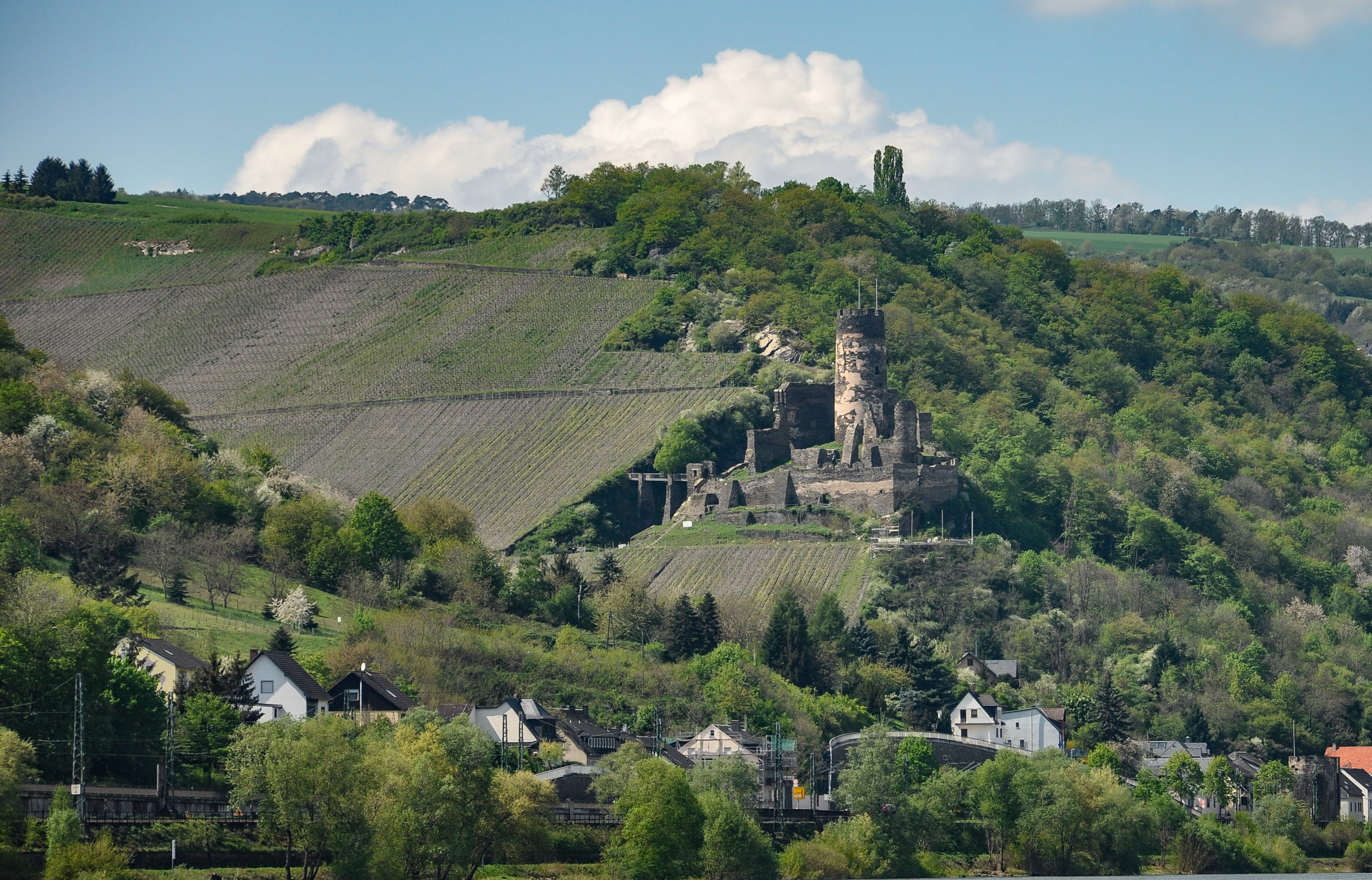
Lage der Burg Fürstenberg über Rheindiebach

## Farbgestaltung der Burganlage
Denkmalpflegerisch bedeutsam und im Rheintal sehr selten ist der Befund großer Flächen originalem Putzes aus allen Bauepochen, beginnend im 13. Jahrhundert. Damit lassen sich Hinweise auf die Farbgestaltung der Burganlage gewinnen. Die erste Farbfassung der Burg bei der Errichtung im 13. Jahrhundert war ein gebrochenes Weiß mittels eines eher groben Putzes von 0,5 bis 2,5 cm Dicke mit Partikeln bis zu 20 mm Größe. Die darauf befindliche mächtige Patina deutet auf eine lange Beibehaltung dieser Farbvariante.
Zu einem späteren Zeitpunkt wurden umfangreiche Reparatur- und Ausbesserungsarbeiten am Bergfried notwendig, die einerseits der Alterung geschuldet waren, aber auch aus Belagerungs- und Beschusszeiten resultierten. Dabei wurde der Turm komplett neu verputzt und eine aufwändige vielfarbige Gestaltung gewähl; auf weißer Grundierung erhielt er rote, gelbe, graue und blaugraue Farbakzente. Ritzungen im Putz dienten als Vorlage für die Gestaltung. Wahrscheinlich sind bei dieser vielfarbigen Architekturmalerei Wappenschilde und Vergleichbares in großformatiger Ausprägung aufgetragen worden. Dies entspräche auch der Gestaltung von Burg Balduinstein durch Erzbischof Balduin von Trier, dem auch Fürstenberg im 14. Jahrhundert gehörte.
Die zweite Farbfassung wurde erneut erst nach einer langen Standzeit durch eine neue, dritte ersetzt, die wieder zu einem gedeckten Farbschema zurückfand, jetzt in einer gelbweißen Tönung, die als Kalkputz aufgetragen wurde und auch noch heutzutage sichtbar ist.